# Vattenlagen
Vattenlagen (SFS (1983:291)), VL, är en ej längre gällande svensk lag från 1983. Den ersatte en tidigare vattenlag från 1918 och upphävdes i sin tur den 1 januari 1999 då delar infogades i miljöbalken. En del av 1983 års vattenlag hamnade även i den så kallade restvattenlagen, eftersom de reglerna inte passade in i miljöbalkens systematik.

## Före 1918 års vattenlag
Före tillkomsten av 1918 års vattenlag var de svenska vattenrättsliga bestämmelserna uppdelade på flera olika lagar och förordningar, bland annat vattenrättsförordningen (förordningen om jordegares rätt öfver vattnet å hans grund) och dikningslagen (lagen om dikning och annan vattenafledning).

## 1918 års vattenlag
I slutet av 1800-talet började detta betraktas som opraktiskt och 1906 tillsattes två kommittéer på området, den så kallade vattenrättskommittén och den så kallade dikningslagskommittén. Dessa lämnade 1910 ett gemensamt betänkande. Efter ytterligare behandling lämnade sakkunniga ett nytt betänkande 1917 med förslag på vattenlag.
1918 års vattenlag utfärdades 28 juni 1918 och trädde i kraft 1 januari 1919. Samtidigt utfärdades en lag med övergångsbestämmelser (lag om hvad iakttagas skall i afseende å införande af Vattenlagen) samt lagen om förteckning å vattendrag, där kungsådra finnes.
1918 års vattenlag reglerade de vattenrättsliga förhållandena i fråga om rätten till vatten i allmänhet och om byggande i vatten, inklusive vattenreglering, särskilt med avseende på vattenkraft.
Vattenlagens innehåll kompletterades 1919 med ytterligare bestämmelser om flottning och 1920 med bestämmelser om allmän farled, torrläggning av jord och om kloakledningar.
Ytterligare delreformer av vattenlagstiftningen genomfördes under kommande decennier med 1918 års vattenlag fanns kvar i sina huvuddrag till 1983.

## 1983 års vattenlag
1968 tillsattes vattenlagsutredningen, med Gösta Dyrssen som ordförande, för att se över vattenlagen. Utredningen fick vidgade uppgifter 1972 och lämnade tre delbetänkanden 1970, 1972, 1973 samt ett slutbetänkande 1977. I slutbetänkandet föreslog utredningen en ny vattenlag snarare än ytterligare ändringar i 1918 års vattenlag.
Utredningens slutbetänkande ledde slutligen fram till 1983 års vattenlag, som trädde i kraft 1 januari 1984.